# Štýrský Hradec
Štýrský Hradec (německy  Graz, slovinsky Gradec), hlavní město Štýrska, je druhé největší město v Rakousku. Historické centrum Štýrského Hradce bylo zapsáno na Seznam světového dědictví UNESCO v roce 1999. Hlavním symbolem a jakýmsi poznávacím znakem Štýrského Hradce je Schloßberg – zámecký vrch s hodinovou věží a pevností, jejíž základy pocházejí již z 9. století. Štýrský Hradec je známý také jako město studentů, neboť na čtyřech univerzitách tu studuje na 50 tisíc vysokoškoláků. Ve městě panuje teplé klima, které sem ze středomoří přivádí vzdušné proudy, takzvané fény. Žije zde přibližně 293 tisíc obyvatel.

## Dějiny

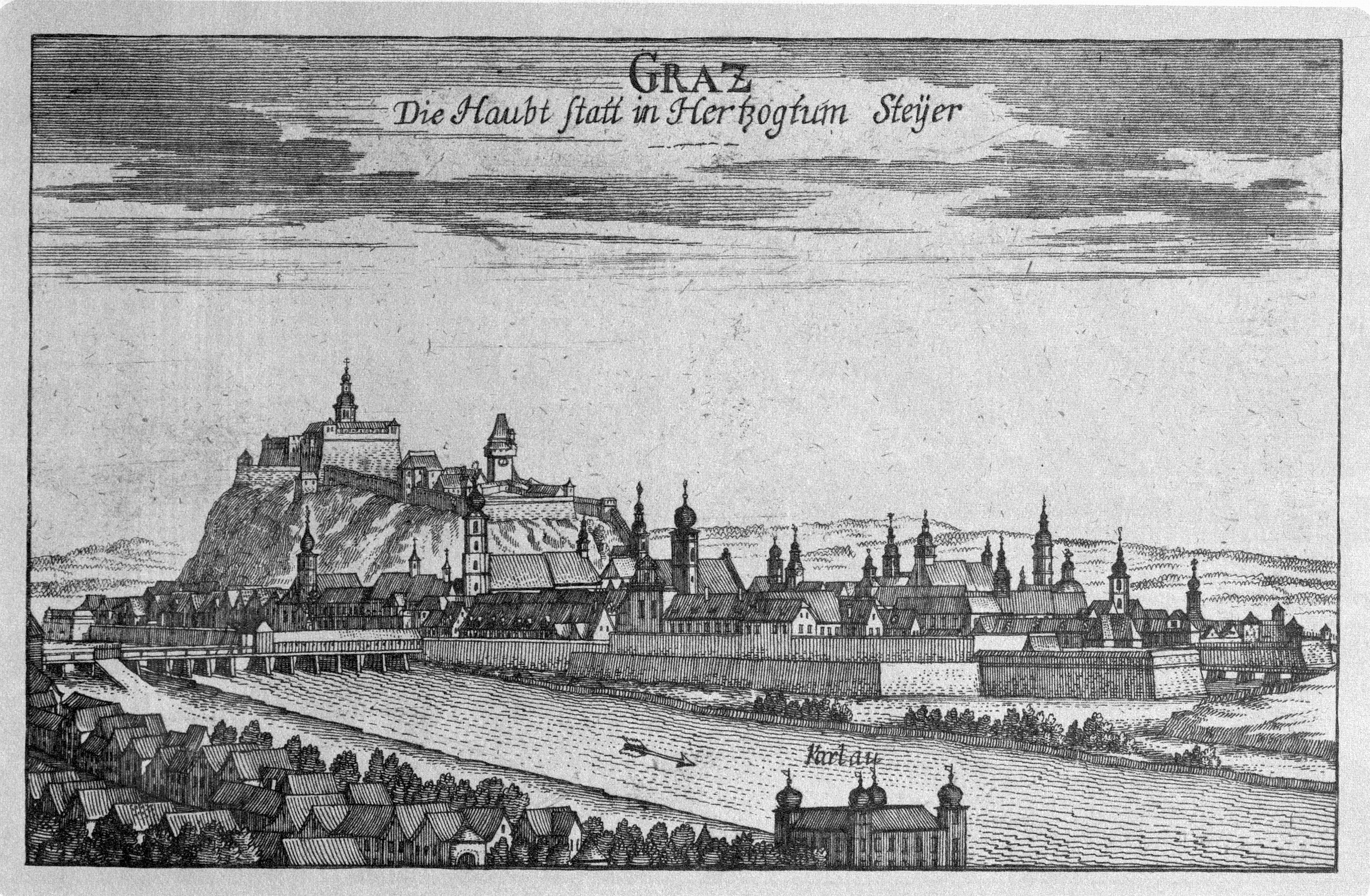
Graz, Georg Matthäus Vischer (1670)

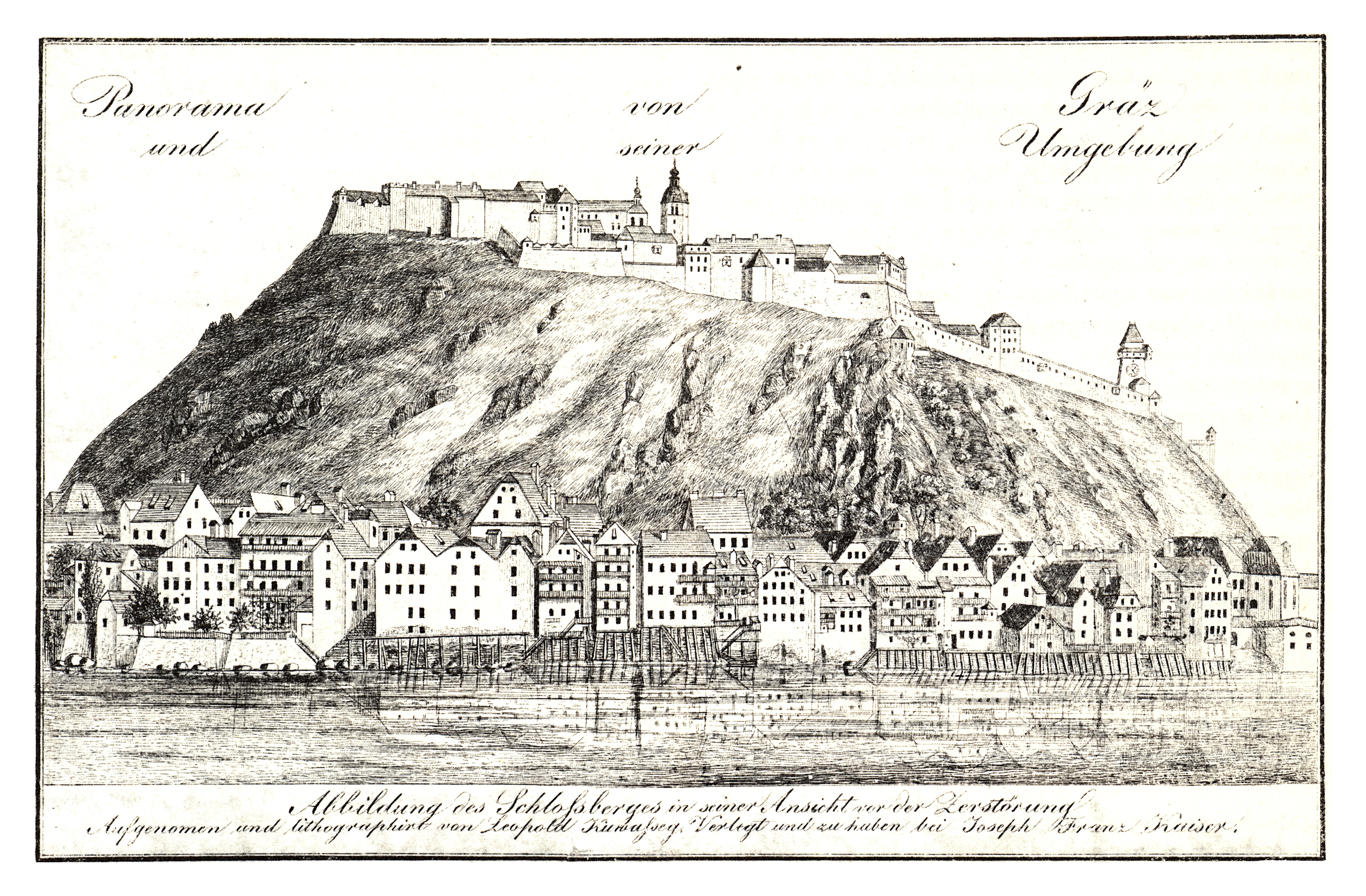
Štýrský Hradec.1830, Lith. J.F. Kaiser

První sídlo na místě dnešního Štýrského Hradce postavili již Římané. V 6. století tu obyvatelé příbuzní s dnešními Slovinci postavili malý hrad – „Gradec“. Dnešní německý název „Graz“ byl poprvé užit v roce 1128 za vlády vévodů Babenberských. Zejména pod vládou Habsburků Štýrský Hradec vzkvétal jako významné obchodní centrum a v roce 1281 mu král Rudolf I. Habsburský udělil zvláštní privilegia. Habsburkové z místního opevnění kontrolovali území dnešního Štýrska, Korutan, částí severní Itálie a Slovinska až po Terst. Sídlo tu měl i Ferdinand II., který se po korunovaci na císaře (1619) přestěhoval do Vídně. V průběhu 16. století tu byla vybudována univerzita, renesanční Zemský dům a také Hodinová věž. Město muselo staletí čelit nájezdům Turků a od roku 1797 armádě Napoleona. Štýrský Hradec a zejména pevnost Schloßberg v bojích prokázaly svoji ohromnou sílu, když úspěšně čelili 8 velkým ofenzivám. Po dobytí Vídně musel automaticky kapitulovat i Štýrský Hradec. Francouzi rozbořili a zničili řadu památek. Symbol města – hodinovou věž však obyvatelé města natolik zbožňovali, že za její ponechání v původním stavu zaplatili Francouzům obrovskou sumu peněz. Další demolice město zažilo ve 2. světové válce, kdy bylo srovnáno se zemí 16 % všech budov.
Během první světové války se v nedalekém Thalerhofu nacházel internační tábor pro nespolehlivé obyvatele Rakousko-Uherska, kteří byli ukrajinské nebo polské národnosti a sympatizovali s nepřátelským Ruskem.
V roce 2003 byl Štýrský Hradec vyhlášen hlavním městem evropské kultury.

## Pamětihodnosti

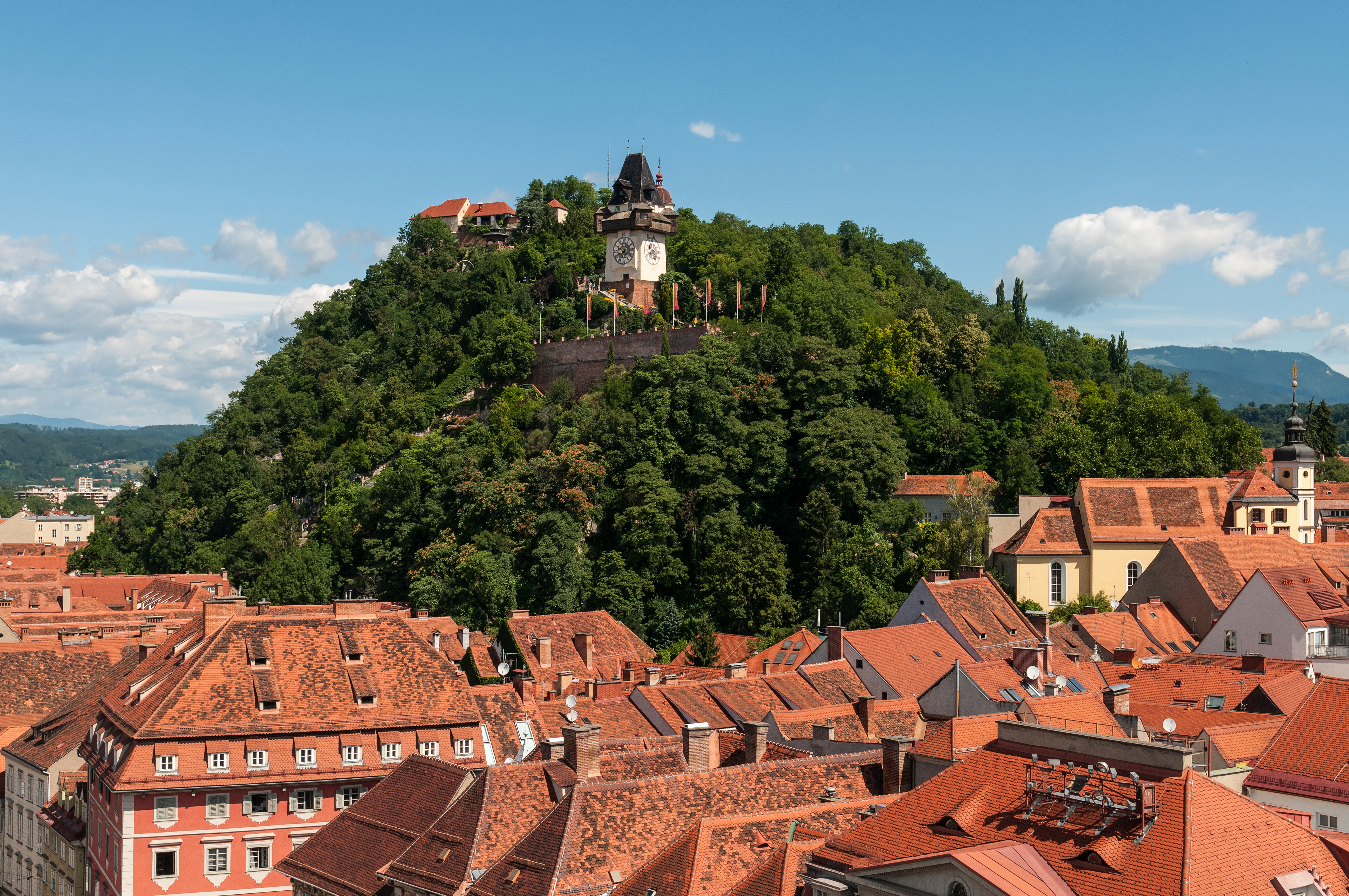
Schlossberg, pohled od radnice

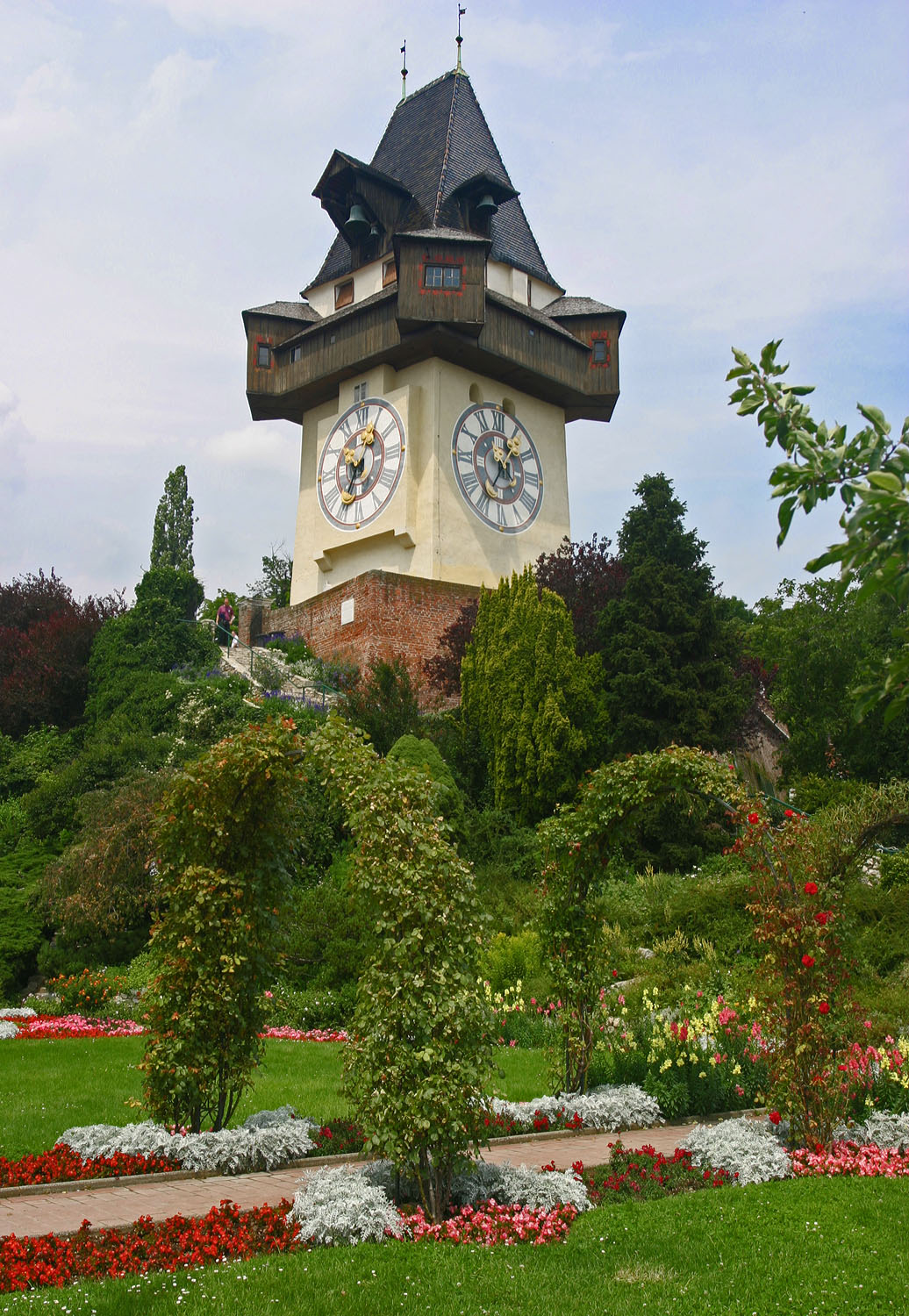
Hodinová věž

Schloßberg (Zámecký vrch) – komplex několika staveb a opevnění na 120 m vysokém kopci, zdvihajícím se přímo od břehu řeky Mur. Tvoří střed historického centra a je hlavním symbolem města. Hrad Schloßberg je zapsán v Guinnessově knize rekordů jako nejhůře dobyvatelná pevnost. Dokázal totiž čelit mnoha útokům turecké i francouzské armády. Jako symbol neohrozitelnosti najdeme na té nejvyšší terase opevnění sochu lva. Ve 2. světové válce zde byl vybudován 6 km dlouhý systém štol, které měly 20 vchodů a sloužily jako kryt pro 40 tisíc lidí. Část štol je zpřístupněna.
Uhrturm (Hodinová věž) – symbol Štýrského Hradce, který se nad městem tyčí již řadu staletí. První věž zde stála již ve 13. století, dnešní podoba však pochází z roku 1560. Pro lepší viditelnost byla na ciferníku umístěna pouze velká hodinová ručička. Později nainstalovaná minutová ručička musela být menší, což je jedna ze zvláštností města. Nejstarší z trojice zvonů v této věži pochází z roku 1382. Malé komůrky na třech rozích střechy sloužily pro požární hlídky, které z jejich oken signalizovaly, kde hoří a pomocí červených praporů navigovaly zásahové jednotky v ulicích.
Landhaus (Zemský dům) – nádvoří, ke kterému se dostaneme nenápadnou branou hned vedle informačního centra v Herrengasse. Patří mezi nejvýznamnější renesanční památky ve střední Evropě. Tříposchoďové arkádové nádvoří bylo dokončeno v roce 1657 italským architektem Domenicem dell'Alliem.
Landeszeughaus (Zbrojnice) – Zbrojnice z roku 1645 se nachází hned vedle renesančního nádvoří Landhausu. Uvnitř je sbírka 32 000 kusů brnění a zbraní z období třicetileté války, nejrozsáhlejší expozice svého druhu na světě.
Dům umění (Kunsthaus) – Významní angličtí architekti Peter Cook a Colin Fournier si dali za cíl vytvořit moderní budovu ztvárňující živou hmotu a dle jejich návrhů stojí na břehu řeky Mury stojí objekt pojmenovaný „Friendly alien“. Dům umění připomíná živou hmotu nejen svým tvarem (na vrchu budovy jsou např. nozdry), ale také svými projevy, jako je vydávání zvuků a světelných efektů. Pod svrchním pláštěm tvořeným 1066 deskami různého tvaru, jsou umístěna světla, která ve tmě vysílají speciální efekty. Pěkný pohled na Dům umění je z terasy Schlossbergu. Stavba byla dokončena v roce 2003, kdy byl Štýrský Hradec zvolen hlavním městem evropské kultury. Uvnitř komplexu rozděleného do několika různých sektorů probíhají po celý rok různé výstavy moderních děl světových umělců. Jakousi stálou expozici tvoří okno umístěné v jedné „nozdře“ namířené na hlavní symbol města, Hodinovou věž.
Murinsel (umělý ostrov na řece Mur) – Společně s Domem umění je originální Murinsel příkladem "hravé" moderní architektury. Obě stavby byly dokončeny v roce 2003, kdy byl Štýrský Hradec hlavním městem evropské kultury. Neobvyklou konstrukci umělého ostrova ztvárňující lasturu navrhl newyorský designer a fotograf Vito Acconci. Na ostrově, který je pomocí mostů spojen s oběma břehy řeky, se nachází patrová restaurace a amfiteátr. V noci je Murinsel nasvícen modrými reflektory.
Mausoleum – Zajímavá stavba ztvárňující přechod renesance v baroko ve které jsou uloženy ostatky císaře Ferdinanda II., který ve Štýrském Hradci zřídil správní sídlo. Stavbou byl v roce 1614 pověřen italský architekt Giovanni Pietro de Pomis a byla dokončena roku 1638. Na vnitřní barokní výzdobě zanechal svůj rukopis i Johann Bernhard Fischer z Erlachu, jeden nejvýznamnějších barokních stavitelů.
Katedrála svatého Jiljí – V bezprostřední blízkosti Mausolea se nachází gotický dóm z 15. století. Stavba navenek nepůsobí příliš honosně, ale interiér je bohatě zdobený. Mezi nejvzácnější části Dómu patří originální klenba, oltář a dvě slonovinou zdobené truhly po jeho stranách, které mají "nevyčíslitelnou hodnotu".
Glockenspiel – Lidová obdoba orloje, v jejímž okně namísto apoštolů tančí tradiční rakouská hospodyňka s hospodářem dokazuje, že Štýrský Hradec měl smysl pro zábavné prvky v architektuře již dávno před výstavbou Kunsthausu či Murinselu. Glockenspiel nechal vystavět obchodník Gottfried Maurer, který se inspiroval podobnými stavbami v Belgii a severním Německu. První zvonění 24 zvonů Glockenspielu obdivovali občané Štýrského Hradce na Štědrý den v roce 1905. Glockenspiel hraje vždy v 11, 15 a v 18 hodin.
Hofbäckerei (Dvorní pekařství) – Pekařství, které zaujme svým bohatě zdobeným portálem z dubového dřeva, má dlouholetou tradici. Portál nesoucí císařský symbol dvou pozlacených orlic pochází z roku 1891. Dvorní pekařství ovšem na stejném místě funguje již od roku 1569.
Kostel Nejsvětějšího Srdce Ježíšova – Vysoko nad okolními střechami se tyčí třetí nejvyšší rakouská katedrála Božského Srdce Páně. Tato neogotická cihlová stavba z roku 1881 má výšku 109,6 m.
Bazilika Mariatrost – Tento barokní skvost se nachází na předměstí Štýrského Hradce. K bohatě zdobené bazilice, jejíž podoba se dochovala v původním stavu z roku 1730, vede schodiště s 200 schody.
Hrad – Nenápadná stavba starého hradu ve své věži skrývá nejvýznamnější gotické schodiště, tzv. Schodiště sbratření z roku 1499. Komplikovaná soustava dvou navzájem propojených schodišť symbolizuje věčnost a společnou cestu.
Zámek Eggenberg - barokní zámek, zapsaný na seznamu UNESCO, nachází se v něm expozice historické sbírky, starožitností, mincí a umění Universalmuseum Joanneum.

## Kultura
Město Štýrský Hradec každé dva roky uděluje literární cenu Franze Nabla. Koná se zde hudební festival Jazz Sommer, jenž probíhá každoročně od poloviny července do konce prvního týdne v srpnu. Na přelomu července a srpna hostí město festival pouličních divadelních souborů La Strada. Festivaly jsou vydatně podporovány městem a vstupné se vybírá pouze na některá představení.

## Osobnosti
- Ferdinand II. Štýrský (1578–1637), římský císař a český král
- Ferdinand III. Habsburský (1608–1657), římský císař a český král
- Johann Bernhard Fischer (1656–1723), architekt
- Maria Waichard Trauttmansdorff (1760–1842), katolický kněz, kanovník a prelát olomoucké kapituly, generální vikář olomoucké arcidiecéze (1828-1842) a děkan teologické fakulty v Olomouci (1841/42)
- Otto svobodný pán Fraydt (1851–1939), šlechtic, právník a politik
- Ludvík z Battenbergu (1854–1921), britský admirál a šlechtic, první námořní lord v letech 1912–1914
- Karl von Stürgkh (1859–1916), rakousko-uherský šlechtic a politik
- František Ferdinand d'Este (1863–1914), následník rakousko-uherského trůnu
- Ota František Josef (1865–1906), rakouský arcivévoda
- Rudolf Hans Bartsch (1873–1952), rakouský důstojník a romanopisec
- Roman Fjodorovič Ungern von Sternberg (1885–1921), ruský důstojník
- Alois Hudal (1885–1963), biskup
- Josef Gregorius Amschl (1878–1943), ředitel školy, hudební skladatel
- Georgina von Wilczek (1921–1989), sňatkem kněžna z Lichtenštejna
- Heinz Fischer (* 1938), rakouský prezident v letech 2004–2016
- Helmut Marko (* 1943), bývalý profesionální jezdec a současný poradce týmu Formule 1 Red Bull Racing

## Partnerská města
- Coventry, Spojené království, 1948
- Darmstadt, Německo, 1968
- Dubrovník, Chorvatsko, 1994
- Groningen, Nizozemsko, 1965
- Lublaň, Slovinsko, 2001
- Maribor, Slovinsko, 1987
- Montclair, Spojené státy americké, 1950
- Pécs, Maďarsko, 1989
- Petrohrad, Rusko, 2001
- Pula, Chorvatsko, 1972
- Terst, Itálie, 1973
- Trondheim, Norsko, 1968
- Temešvár, Rumunsko, 2013 [2]